# Zespół czerwonego człowieka
Zespół czerwonego człowieka, zespół czerwonej szyi (ang. red man syndrome, red neck syndrome) – zespół objawów występujących jako jedno z działań niepożądanych po podaniu wankomycyny. Charakteryzuje się świądem skóry, rumieniową osutką na twarzy, szyi, klatce piersiowej i plecach. Czasem występuje hipotonia, parestezje w okolicy ust, duszność. Objawy te występują na skutek uwalniania histaminy, ale nie są reakcją alergiczną wskazującą na nadwrażliwość pacjenta na lek.
Zapobieganie:
- podawanie wankomycyny w dożylnym wlewie trwającym co najmniej godzinę;
- stosowanie mniejszych dawek wankomycyny w szybszych infuzjach;
- terapia hydroksyzyną.